# 莱克贝里市镇
莱克贝里市镇（瑞典語：Lekebergs kommun）是瑞典中部厄勒布鲁省的一个市镇。其治所位于菲于耶斯塔，约有2,000名居民。